# Eupithecia furvipennis
Eupithecia furvipennis är en fjärilsart som beskrevs av Paul Dognin 1906. Eupithecia furvipennis ingår i släktet Eupithecia och familjen mätare. Inga underarter finns listade i Catalogue of Life.